# Niels Bang (godsejer)
 Der er flere personer med dette navn, se Niels Bang.
Niels (de) Bang (20. februar 1776 – 30. august 1815) var en dansk godsejer. 
Han var søn af konferensråd Oluf Lundt Bang (død 1789) og dennes anden hustru, blev student 1793 og 1798 juridisk kandidat. Efter en udenlandsrejse indtrådte han 1800 som auskultant i Rentekammeret og købte samme år den sjællandske herregård Benzonsdal i forening med svogeren Christian Ulrich Detlev von Eggers, som han snart efter udløste; 1806 solgte han godset og købte næste år Sparresholm, også i Sjælland. Under en blodgangsepidemi (ældre folkeligt navn for dysenteri) blandt Benzonsdals bønder optrådte han med den største uforsagthed og hjalp bønderne med sjælden omhu; på Sparresholms gods gjorde han sig fortjent ved oprettelsen af et værk til hørrens behandling, og i krigstiden 1807 udrustede han et frivilligt korps på 200 mand. Kongen belønnede ham 1809 med Ridderkorset af Dannebrog. Han døde 30. august 1815.
Bang havde 11. maj 1802 ægtet Cathrine Amalie Henriette Callisen, datter af konferensråd, dr. med. Heinrich Callisen. Hun var født 8. april 1779 og døde 24. juni 1879, hele 100 år gammel.